# Christophe Pinel
Pour les articles homonymes, voir Pinel.
Christophe Pinel, né le 1er mars 1970 au Havre (Seine-Maritime), est un monteur et assistant monteur de cinéma.
Il est diplômé de La Femis promotion 1995, et a été nommé pour trois César du cinéma en 2014 pour 9 Mois ferme, en 2018 pour Au revoir là-haut et en 2021 pour Adieu les cons, trois films d'Albert Dupontel.

## Filmographie
- 1999 : La Squale, de Fabrice Genestal
- 2003 : Le Ventre de Juliette, de Martin Provost
- 2004 : Le Cadeau d'Elena, de Frédéric Graziani
- 2006 : Enfermés dehors, d'Albert Dupontel
- 2006 : L'État de Grace, de Pascal Chaumeil
- 2007 : Si c'était lui..., de Anne-Marie Étienne
- 2008 : Ca$h, d'Éric Besnard
- 2008 : Coluche : L'Histoire d'un mec, d'Antoine de Caunes
- 2008 : Fais pas ci, fais pas ça, de Pascal Chaumeil, Anne Giafferi
- 2009 : 600 kilos d'or pur, d'Éric Besnard
- 2009 : Le Chasseur, de Nicolas Cuche (série)
- 2009 : Le Vilain, d'Albert Dupontel
- 2010 : La Proie, d'Éric Valette
- 2010 : Monsieur Papa, de Kad Merad
- 2010 : Qui a envie d'être aimé ?, d'Anne Giafferi
- 2011 : Nuit blanche, de Frédéric Jardin
- 2011 : On ne choisit pas sa famille, de Christian Clavier
- 2012 : Mes héros, d'Éric Besnard
- 2012 : Pop Redemption, de Martin Le Gall
- 2012 : Yann Piat, chronique d'un assassinat, d'Antoine de Caunes
- 2013 : Pop Redemption de Martin Le Gall
- 2013 : 9 Mois ferme, d'Albert Dupontel
- 2014 : Braquo, de Frédéric Jardin
- 2014 : Engrenages, de Frédéric Jardin
- 2014 : On a marché sur Bangkok, d'Olivier Baroux
- 2015 : Entre amis d'Olivier Baroux
- 2015 : La Dame dans l'auto avec des lunettes et un fusil de Joann Sfar
- 2015 : Taj Mahal de Nicolas Saada
- 2018 : Au revoir là-haut, d'Albert Dupontel
- 2019 : Thanksgiving (mini-série) de Nicolas Saada
- 2019 : Rebelles d'Allan Mauduit
- 2020 : L'Esprit de famille d'Éric Besnard
- 2020 : Adieu les cons d'Albert Dupontel
- 2020 : Petit Vampire de Joann Sfar
- 2022 : Trois fois rien de Nadège Loiseau
- 2022 : Fratè de Karole Rocher et Barbara Biancardini
- 2023 : Seule : Les Dossiers Silvercloud de Jérôme Dassier
- 2023 : Le Cours de la vie de Frédéric Sojcher
- 2023 : Second Tour d'Albert Dupontel
- 2024 : Saint-Ex de Pablo Agüero

## Nomination
- Nommé pour le César du meilleur montage en 2014 pour 9 Mois ferme, d'Albert Dupontel
- Nommé pour le César du meilleur montage en 2018 pour Au revoir là-haut, d'Albert Dupontel
- Nommé pour le César du meilleur montage en 2021 pour Adieu les cons d'Albert Dupontel[2]